# Herbie Hancock
Herbert Jeffrey Hancock (Chicago, 12 april 1940) is een Amerikaans jazz-pianist en -componist. Herbie Hancock wordt beschouwd als een van de invloedrijkste jazzmuzikanten van de tweede helft van de twintigste eeuw, een status vergelijkbaar met die van zijn mentor Miles Davis. In zijn muziek gebruikt hij ook elementen uit de funk, rock, blues, soul, gospel en klassieke muziek. Hij speelt zowel piano, keyboard als synthesizer.

## Biografie
Hancock leerde op zevenjarige leeftijd pianospelen. Op zijn elfde speelde hij solo het eerste deel van een pianoconcert van Mozart met de Chicago Symphony. Na gestudeerd te hebben aan Grinnell College werd hij in 1961 uitgenodigd door Donald Byrd en niet veel later kreeg hij een contract bij Blue Note Records.
Zijn eerste soloalbum, Takin' Off, kwam uit in 1962. De verkoopcijfers van het album stegen tot grote hoogten toen datzelfde jaar Mongo Santamaría een eigen versie van Hancocks "Watermelon Man", afkomstig van dat album, uitbracht en een grote hit werd. Dit album bracht Hancock in de belangstelling bij Miles Davis. In 1963 werd hij lid van Davis' band, waar hij zo'n vijf jaar bleef. Op aanraden van Davis ging Hancock over op de Rhodespiano. Ook solo was hij succesvol. Hij componeerde belangrijke jazznummers als "Maiden Voyage" en "Cantaloupe Island".
Hancock componeerde de filmmuziek voor Michelangelo Antonioni's film Blow-Up, waarna hij vaker als filmcomponist gevraagd werd. In 1969, nadat hij de groep van Miles Davis had verlaten, bracht hij een funkalbum uit, Fat Albert Rotunda, waarop de muziek staat die hij heeft gecomponeerd voor de televisieserie Fat Albert van Bill Cosby. Ook vormt hij dat jaar een sextet. Met dit sextet experimenteerde Hancock met synthesizers en elektronische muziek. Gedurende deze tijd werkte hij soms onder de naam "Mwandishi", Swahili voor "schrijver". In 1973 hield het sextet op te bestaan.
Na het uiteenvallen van het sextet ontdekte hij het boeddhisme. Zijn muziek raakte beïnvloed door de funk van Sly & the Family Stone, wat goed te horen is op zijn album Head Hunters uit 1973. Dit album, uitgebracht door Columbia Records, sloeg ook aan bij een poppubliek en werd een van de succesvolste jazzalbums van die tijd. In 1976 kwamen oude leden van Miles Davis' kwintet uit de jaren zestig, onder wie Hancock, bij elkaar voor een reünieconcert (Miles Davis zelf werd echter vervangen door Freddie Hubbard). Onder de naam V.S.O.P. gaven ze vanaf de jaren zeventig tot ver in de jaren negentig sporadisch tournees.
In 1983 had Hancock een grote hit met de single "Rockit", een van de eerste grote hits waarop gescratcht wordt. De bijbehorende videoclip werd veelvuldig gedraaid op MTV. In 1986 bracht hij het livealbum Jazz Africa uit, waarop hij samenwerkte met de Gambiaanse koraspeler Foday Musa Suso. Datzelfde jaar won hij een Oscar voor beste filmmuziek voor de soundtrack van de film 'Round Midnight.
Na de dood van Miles Davis in 1991 bracht Hancock samen met enkele vrienden een tributealbum uit, A Tribute to Miles. In 1998 had hij succes met het album Gershwin's World, waarop hij zijn eigen kijk geeft op het werk van George en Ira Gershwin.

## Discografie

### Als bandleider
- Takin' Off (1962) – Blue Note
- My Point of View (1963) – Blue Note
- Inventions and Dimensions (1963) – Blue Note
- Empyrean Isles (1964) – Blue Note
- Maiden Voyage (1965) – Blue Note
- Blow-Up (soundtrack, 1966) – MGM
- Speak Like a Child (1968) – Blue Note
- The Prisoner (1969) – Blue Note
- Fat Albert Rotunda (1969) – Warner Bros.
- Mwandishi (1970) – Warner Bros.
- Crossings (1972) – Warner Bros.
- Sextant (1973) – Columbia
- Head Hunters (1973) – Columbia
- The Spook Who Sat By the Door (soundtrack, 1973)
- Thrust (1974) – Columbia
- Death Wish (soundtrack, 1974) – Columbia
- Dedication (1974) – Columbia
- Man-Child (1975) – Columbia
- Flood (1975) – Columbia - livealbum alleen uitgebracht in Japan
- Secrets (1976) – Columbia
- VSOP (1976) – Columbia
- VSOP: The Quintet (1977) – Columbia
- VSOP: Tempest at the Colosseum (1977) – Columbia
- Sunlight (1978) – Columbia
- Direct Step (1978) – Columbia
- An Evening with Herbie Hancock & Chick Corea: In Concert (1978) – Columbia
- The Piano (1979) – Columbia
- Feets, Don't Fail Me Now (1979) – Columbia
- VSOP: Live Under the Sky (1979) – Columbia
- Monster (1980) – Columbia
- Mr. Hands (1980) – Columbia
- Herbie Hancock Trio (1981) – Columbia
- Magic Windows (1981) – Columbia
- Lite Me Up (1982) – Columbia
- Quartet (1982) – Columbia
- Future Shock (1983) – Columbia
- Sound-System (1984) – Columbia
- Round Midnight (soundtrack, 1986) – Columbia
- Perfect Machine (1988) – Columbia
- A Tribute to Miles (1994) – Qwest/Warner Bros. (met Wallace Roney, Wayne Shorter, Ron Carter en Tony Williams)
- Dis Is Da Drum (1994) – Verve/Mercury
- The New Standard (1995) – Verve
- 1 + 1 (met Wayne Shorter) (1997) – Verve
- Gershwin's World (1998) – Verve
- Future2Future (2001) – Transparent
- Directions in Music: Live at Massey Hall (2002) – Verve
- Possibilities (2005) – Concord/Hear Music
- The Essential Herbie Hancock (2006) – Columbia/Sony BMG
- River: The Joni Letters (2007) – Verve
- The Imagine Project (2010)

### Als muzikant
Bij Miles Davis:
- Seven Steps to Heaven (1963) – Columbia
- E.S.P. (1965) – Columbia
- Miles Smiles (1966) – Columbia
- Sorcerer (1967) – Columbia
- Nefertiti (1967) – Columbia
- Miles in the Sky (1968) – Columbia
- Filles de Kilimanjaro (1968) – Columbia
- In a Silent Way (1969) – Columbia
- A Tribute to Jack Johnson (1970) – Columbia
- On the Corner (1972) – Columbia
- Big Fun (1974) – Columbia (op delen van het album)
- Get Up with It (1974) – Columbia (op delen van het album)
- Water Babies (1976, opgenomen in 1968) – Columbia
- The Complete Concert 1964: My Funny Valentine + Four & More (1992) – Columbia
- The complete live at the Plugged Nickel 1965 (1995) – Columbia/Legacy
- Live in Europe 1967 (2001)  – Columbia/Legacy
- Miles in Tokyo, Miles Davis live in concert 1964 (2005) – Columbia/Legacy

Bij Milt Jackson:
- Sunflower (1972) – CTI/Columbia

Bij Wayne Shorter:
- Native Dancer (1974) – Columbia

Bij Tony Williams:
- The Joy of Flying (1979) – Columbia

Bij Ron Carter:
- Third Plane (1996) – Columbia

Bij George Benson:
- White Rabbit (1987) – CTI/Columbia

Bij Terry Plumeri
- He Who Lives in Many Places (1971)

Bij/samen met Quincy Jones:
- Sounds...and Stuff Like That (1978) – A&M

Bij Stevie Wonder:
- Songs in the Key of Life (1976) – Motown

Bij Jaco Pastorius:
- Jaco Pastorius (1976) – Epic/Legacy (Sony Music)

Bij/samen met de Simple Minds:
- Synthesizersolo op 'New Gold Dream', nummer: 'Hunter and the Hunted

## Filmografie

### Als acteur
- 'Round Midnight (1986) – als Eddie Wayne
- Indecent Proposal (1993) – als zichzelf
- Hitters (2002) – als officier van justitie
- Valerian and the City of a Thousand Planets (2017) – als minister van Defensie

### Als filmcomponist
- Blow-Up (1966)
- The Spook Who Sat by the Door (1973)
- Death Wish (1974)
- A Soldier's Story (1984)
- Jo Jo Dancer, Your Life Is Calling (1986)
- 'Round Midnight (1986)
- Action Jackson (1988) – met Michael Kamen
- Colors (1988)
- Harlem Nights (1989)
- Livin' Large (1991)

### Als muzikant
- L'Homme aux yeux d'argent (1985) – voor Philippe Sarde
- Traffic (2000) – voor Cliff Martinez
- Finding Forrester (2000) – voor James Horner
- Hidden Figures (2016) – voor Hans Zimmer, Pharrell Williams en Benjamin Wallfisch

## Hitlijsten

### Albums
| Album met eventuele hitnotering(en) in de Nederlandse Album Top 100 | Datum van verschijnen | Datum van binnenkomst | Hoogste positie | Aantal weken | Opmerkingen        |
| ------------------------------------------------------------------- | --------------------- | --------------------- | --------------- | ------------ | ------------------ |
| Future shock                                                        | 1983                  | 24-09-1983            | 13              | 11           |                    |
| Sound system                                                        | 1984                  | 08-09-1984            | 43              | 4            |                    |
| Dr. Jazz                                                            | 1988                  |                       |                 |              | Blue Note Verzamel |
| Possibilities                                                       | 2005                  | 17-09-2005            | 33              | 11           |                    |
| River: The Joni letters                                             | 28-09-2007            | 13-10-2007            | 76              | 5            |                    |
| The imagine project                                                 | 21-06-2010            | 03-07-2010            | 35              | 3*           |                    |

| Album met hitnotering(en) in de Vlaamse Ultratop 200 albums | Datum van verschijnen | Datum van binnenkomst | Hoogste positie | Aantal weken | Opmerkingen |
| ----------------------------------------------------------- | --------------------- | --------------------- | --------------- | ------------ | ----------- |
| River: The Joni letters                                     | 2007                  | 20-10-2007            | 86              | 3            |             |
| The imagine project                                         | 2010                  | 10-07-2010            | 90              | 2*           |             |

### Singles
| Single met eventuele hitnotering(en) in de Nederlandse Top 40 | Datum van verschijnen | Datum van binnenkomst | Hoogste positie | Aantal weken | Opmerkingen              |
| ------------------------------------------------------------- | --------------------- | --------------------- | --------------- | ------------ | ------------------------ |
| Tell everybody                                                | 1979                  | 22-12-1979            | 18              | 6            | #24 in de Single Top 100 |
| Rockit                                                        | 1983                  | 17-09-1983            | 8               | 7            | #7 in de Single Top 100  |
| Autodrive                                                     | 1983                  | 19-11-1983            | tip14           | -            | #39 in de Single Top 100 |

## Prijzen

### Academy Awards
- 1986 - voor de soundtrack van Round Midnight

### Grammy Awards
1. 1983 - Best R&B Instrumental Performance, voor Rockit
2. 1984 - Best R&B Instrumental Performance, voor Sound-System
3. 1987 - Best Instrumental Composition, voor Call Sheet Blues
4. 1994 - Best Jazz Instrumental Performance, Individual or Group, voor A Tribute to Miles
5. 1996 - Best Instrumental Composition, voor Manhattan (Island of Lights and Love)
6. 1998 - Best Instrumental Arrangement Accompanying Vocal(s), voor St. Louis Blues
7. 1998 - Best Jazz Instrumental Performance, Individual or Group, voor Gershwin's World
8. 2002 - Best Jazz Instrumental Album, Individual or Group, voor Directions in Music: Live at Massey Hall
9. 2002 - Best Jazz Instrumental Solo, voor My Ship
10. 2004 - Best Jazz Instrumental Solo, voor Speak Like a Child
11. 2008 - Album of the Year, voor River: The Joni Letters
12. 2008 - Best Contemporary Jazz Album, voor River: The Joni Letters

### Playboy Music Poll
- Best Jazz Group, 1985
- Best Jazz Keyboards, 1985
- Best Jazz Album - Rockit, 1985
- Best Jazz Keyboards, 1986
- Best R&B Instrumentalist, 1987
- Best Jazz Instrumentalist, 1988

### Keyboard Magazine's Lezers Poll
- Best Jazz & Pop Keyboardist, 1983
- Best Jazz Pianist, 1987
- Best Jazz Keyboardist, 1987
- Best Jazz Pianist, 1988

### Andere vermeldenswaardige prijzen
- MTV Awards (5 prijzen in totaal)
- Gold Note Jazz Awards - NY Chapter of the National Black MBA Association, 1985
- De Franse titel Officier in de Orde van de Letteren en Kunsten, 1985
- BMI Film Music Award "Round Midnight", 1986
- U.S. Radio Award "Best Original Music Scoring - Thom McAnn Shoes", 1986
- Los Angeles Film Critics Association "Best Score - Round Midnight", 1986
- BMI Film Music Award "Colors", 1989
- Soul Train Music Award "Best Jazz Album - The New Standard", 1997
- Festival International Jazz de Montréal Prix Miles Davis, 1997
- VH1's 100 Greatest Videos "Rockit" is "10th Greatest Video", 2001
- NEA Jazz Masters Award, 2004
- Downbeat Magazine Readers Poll Hall of Fame, 2005